# Châtillon-Dijon
Châtillon-Dijon est une course cycliste française disputée entre Châtillon-sur-Seine et Dijon, dans le département de la Côte-d'Or. Créée en 1979, cette compétition est organisée par le SCO Dijon. Elle fait partie du calendrier national de la Fédération française de cyclisme. 

## Histoire
La course a pour départ Troyes jusqu'en 2014. 
L'édition 2018 est annulée par les organisateurs dans un premier temps, en raison des mauvaises conditions météorologiques et de la présence de neige sur le parcours. Elle retrouve finalement une place dans le calendrier pour le 1er mai. En 2020, elle est annulée en raison du contexte sanitaire lié à la pandémie de Covid-19.

## Palmarès
| Année           | Vainqueur                | Deuxième             | Troisième              |
| --------------- | ------------------------ | -------------------- | ---------------------- |
| Troyes-Dijon    |                          |                      |                        |
| 1979            | Edgard Chollier          | Pascal Herledan      | Gérard Trabalon        |
| 1980            | Marc Madiot              | Loubé Blagojevic     | François Cabot         |
| 1981            | Alain Dithurbide         | Régis Simon          | Bernard Pineau         |
| 1982            | Dirk De Wolf             | Eric Vanderaerden    | Marc Somers            |
| 1983            | Eddy De Bie              | Patrick Verplancke   | Thibault Maugé         |
| 1984            | Étienne Néant            | Daniel Delolme       | Peter Longbottom (en)  |
| 1985            | Carlo Bomans             | Manuel Carneiro      | Deno Davie (en)        |
| 1986            | Bernard Jousselin        | Mario Verardo        | Gilles Delion          |
| 1987            | Christophe Manin         | Philippe Delaurier   | Pascal Lance           |
| 1988            | Éric Chanton             | Laurent Bezault      | Pascal Lance           |
| 1989            | Jean-François Laffillé   | Richard Vivien       | Laurent Mazeaud        |
| 1990            | Czesław Rajch            | Lars Michaelsen      | Régis Simon            |
| 1991            | Anders Eklundh           | Stefan Andersson     | Simeon Hempsall (en)   |
| 1992            | Ludovic Auger            | Jean-Pierre Bourgeot | Simeon Hempsall (en)   |
| 1993            | Éric Chanel              | Carlo Meneghetti     | Ryszard Szostak        |
| 1994            | Arnaud Prétot            | Rodolfo Meneghetti   | Cyril Sabatier         |
| 1995            | Ole Sigurd Simensen (no) | Franck Trotel        | Anthony Morin          |
| 1996            | Vincent Cali             | Marc Thévenin        | Christophe Manin       |
| 1997            | Robert Harris            | Franck Tognini       | Jean-Christophe Currit |
| 1998            | Pierre Elias             | Stéphane Corlay      | Gilles Delion          |
| 1999            | Anthony Testa            | Guillaume Lejeune    | Patrick Theler         |
| 2000            | François Leclère         | Jérémie Dérangère    | Sébastien Guérard      |
| 2001            | Romain Mary              | Carlo Meneghetti     | Kristoffer Ingeby      |
| 2002            | Marc Thévenin            | Laurent Planchaud    | Jérôme Rouyer          |
| 2003            | Klaus Mutschler          | Alexandre Grux       | Noan Lelarge           |
| 2004            | Jérémie Dérangère        | Alexandre Grux       | Laurent Mangel         |
| 2005            | Alexandre Grux           | Benjamin Johnson     | Jérôme Chevallier      |
| 2006            | Cédric Pineau            | Jérémie Dérangère    | Damien Cigolotti       |
| 2007            | Cédric Pineau            | Jérémie Dérangère    | Thomas Bouteille       |
| 2008            | Jérémie Dérangère        | Olivier Grammaire    | Thomas Bouteille       |
| 2009            | Frédéric Finot           | Thomas Bouteille     | Sylvain Georges        |
| 2010            | Sylvain Georges          | Mickaël Jeannin      | Ronan Racault          |
| 2011            | Sébastien Grédy          | Mathieu Teychenne    | Gwenaël Tallonneau     |
| 2012            | Guillaume Bonnet         | Mathieu Chiocca      | Simon Zahner           |
| 2013,           | Yoann Barbas             | Mathieu Teychenne    | Yann Guyot             |
| 2014            | Roland Thalmann          | Pierre Bonnet        | Adrien Guillonnet      |
| Châtillon-Dijon |                          |                      |                        |
| 2015,           | Julien Bernard           | Romain Faussurier    | Anthony Perez          |
| 2016            | Bastien Duculty          | Kévin Lalouette      | Olivier Lefrançois     |
| 2017,           | Camille Thominet         | Victor Tournieroux   | Fabio Do Rego          |
| 2018            | Aurélien Philibert       | Alexandre Billon     | Ronan Racault          |
| 2019            | Lucas Papillon           | Maxime De Poorter    | Nicolas Debeaumarché   |
| 2020            | annulé                   | annulé               | annulé                 |
| 2021            | Paul Penhoët             | Axel Zingle          | Dylan Kowalski         |
| 2022            | Mattéo Vercher           | Alexander Konijn     | Nicolas Debeaumarché   |
| 2023            | Thibaud Saint-Guilhem    | Kylian Senicourt     | Martin Tjøtta          |